# عمار الشامي
عمار الشامي، شاعر وصحافي ولغوي يمني. من أبناء قرية المسقاة (السدة) بمحافظة إب، ولد في صنعاء 1995، ودرس علم الاجتماع بكلية الآداب والعلوم الإنسانية في جامعة صنعاء (2014-2018).

## نشاط ثقافي
- يكتب الشعر الشعبي والحُميني والفصيح "القصيدة العمودية، والتفعيلة، وقصيدة النثر".
- حائز على المركز الأول بمسابقة الشعر في مهرجان الرسول الأعظم بدورته التاسعة، 2022.[1]
- اختير من قبل منظمة الأمم المتحدة للطفولة "اليونيسف" عام 2021 لتمثيل اليمن في حملتها العالمية "شعراء للسلام" للتعريف بجوانب من معاناة أطفال اليمن خلال الحرب.
- ناشر في عدد من الصحف والمجلات اليمنية والعربية، مثل صحيفة الثورة الرسمية[2]، مجلة الآداب اللبنانية[3]، مجلة ميريت الثقافية المصرية، صحيفة اليمن اليوم، وغيرها.
- شارك وقدم العديد من الفعاليات الثقافية والأدبية في أوساط المجتمع المدني والمشهد الثقافي اليمني، بالتعاون مع منتديات ومؤسسات عدة، مثل اتحاد الأدباء والكتاب اليمنيين، وزارة الثقافة اليمنية، مركز الإعلام الثقافي اليمني، إذاعة هولندا العالمية، مؤسسة بيسمنت الثقافية.
- حائز على جائزة المهرجان الشعري الطلابي اليمني، المركز الرابع، 2010.
- عضو بيت الشعر اليمني.
- عضو مؤسسة شعراء على نافذة العالم للثقافة والإبداع.
- عضو رابطة شعراء العرب.
- عضو دولي لدى منظمة العفو الدولية.
- له ديوانان شعريان وعدة مؤلفات نثرية تحت الطبع.
- شارك في دواوين شعرية جماعية منها:
  1. ديوان "لستم وحدكم" لمجموعة من شعراء اليمن، الجزء الثاني، صادر عن الهيئة العامة للكتاب، صنعاء، أبريل 2024.
  2. ديوان "شاعر اليمن" لمجموعة من الشعراء اليمنيين الشباب، صادر عن مؤسسة شعراء على نافذة العالم للثقافة والإبداع، 2023.

## في الإعلام
عمل في الصحافة منذ العام 2014، وشغل محررًا ومدير تحرير لدى عدد من الصحف والمنصات اليمنية. كما عمل في الإذاعة معدًّا ومقدمًا لعدد من البرامج الإذاعية منها:
- صح الصوم (اجتماعي ساخر)، ثلاثة مواسم، راديو وطن، صنعاء.
- ليش؟ (سياسي اجتماعي ساخر)، راديو وطن.
- بيت أبيض.. كوكب أسود (وثائقي سياسي)، راديو وطن.
- الرئيس (وثائقي سياسي)، راديو وطن.